# Trichosalpinx
Trichosalpinx là một chi gồm hơn 100 loài lan vùng tân nhiệt đới.